# Brading

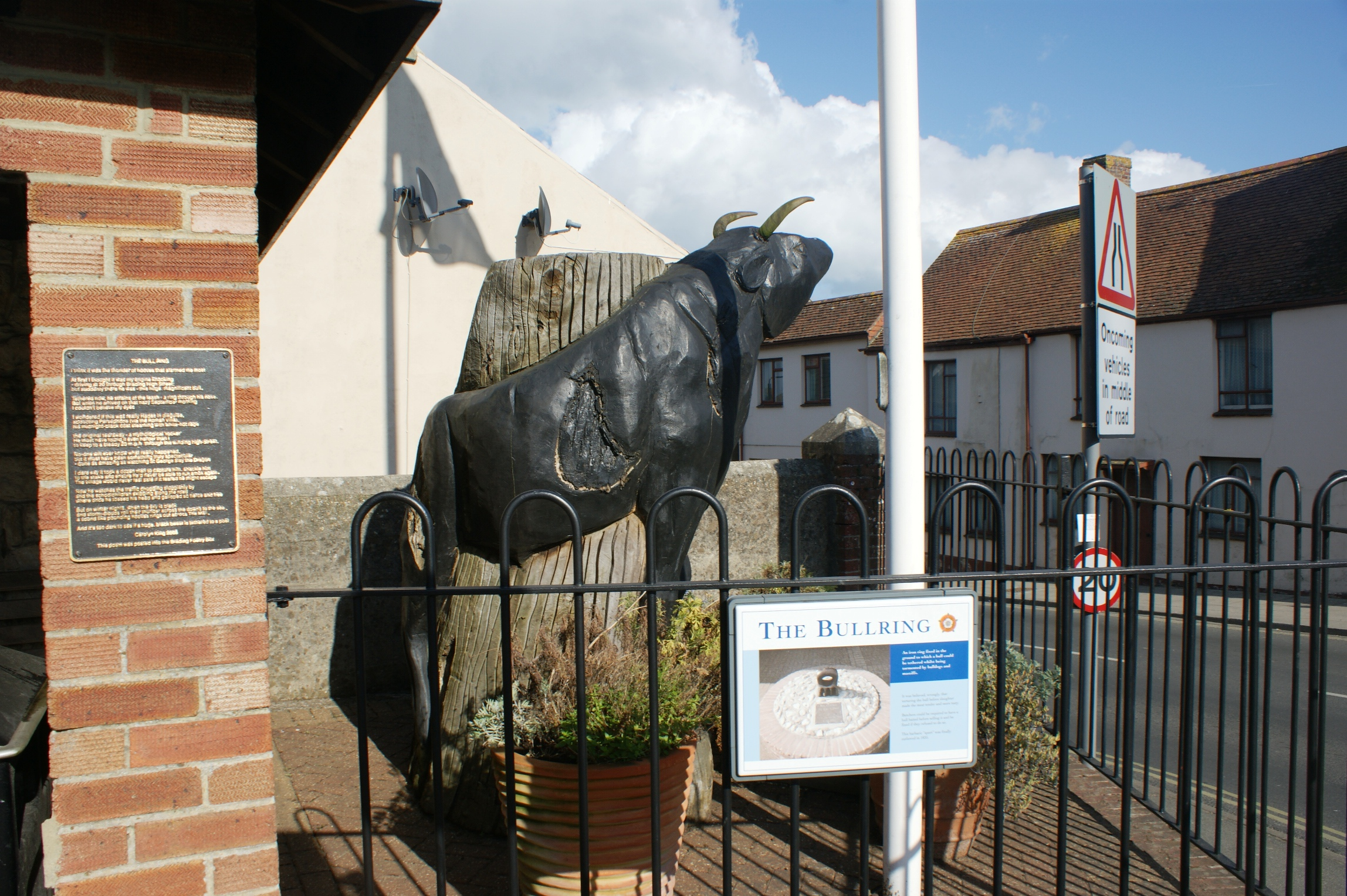
The Bull Ring

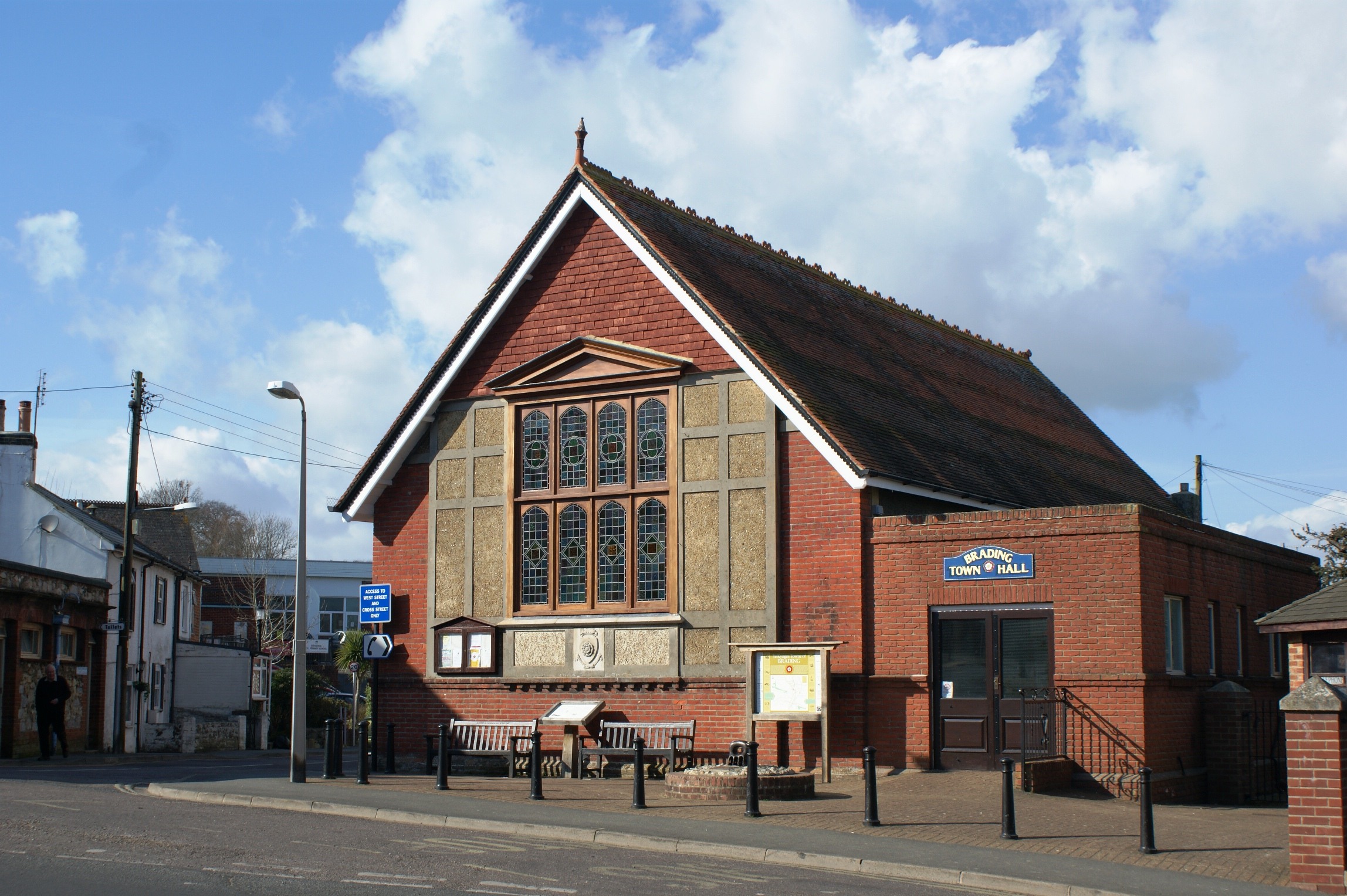
Brading Town Hall

Brading – miasto w Wielkiej Brytanii, w Anglii, na wyspie Wight, w regionie South East England, w hrabstwie Isle of Wight.
Początki tej miejscowości datuje się na pierwsze lata naszej ery. Jest to miejscowość zabytkowa, w której można zwiedzić wille rzymską, muzeum figur woskowych, a także ratusz, z upamiętniającym pomnikiem byka, który przypomina stosowaną do 1906 roku praktykę uroczystego torturowania i zabijania tych zwierząt.
Miejscowość ma bardzo dobre bezpośrednie połączenie z miastem Ryde
Oprócz urzędu poczty można tutaj znaleźć trzy puby, dwa bary szybkiej obsługi, a także duży hipermarket.
Brading nie ma bezpośredniego kontaktu z morzem, jednakże do pięknego Sandown jest ok. 5 minut jazdy samochodem.
Dla lubiących spacery, przygotowane są specjalne deptaki wiodące wśród rezerwatu nad terenami bagiennymi.